# 6459 Hidesan
6459 Hidesan este un asteroid din centura principală de asteroizi.

## Descriere
6459 Hidesan este un asteroid din centura principală de asteroizi. A fost descoperit pe 28 octombrie 1992 la Kitami de Kin Endate și Kazuro Watanabe. El prezintă o orbită caracterizată de o semiaxă mare de 3,03 ua, o excentricitate de 0,10 și o înclinație de 10,6° în raport cu ecliptica.